# علی بنایی
علی بنایی (زادهٔ ۱۳۳۸ در قم)، نمایندهٔ حوزهٔ انتخابیهٔ قم در دورهٔ هفتم مجلس شورای اسلامی بوده‌است. وی پیش‌تر در دورهٔ هشتم نیز عضو این مجلس بود. علی بنایی نامزد دهمین دوره مجلس شورای اسلامی از استان قم بود که نتوانست به مجلس راه یابد. همچنین او مالک و رئیس موسسه  آموزش عالی طلوع مهر قم است. او نیز تا سطح دوم حوزه علمیه تحصیل کرده است.
سوابق کاری
- نماینده مردم قم در مجلس شورای اسلامی (دوره‌های هفتم و هشتم)
- مشاور پارلمانی رئیس قوه قضائیه
- معاون سیاسی امنیتی استانداری قم
- عضو کمیسیون تلفیق مجلس شورای اسلامی (۱۳۸۳، ۱۳۸۸، ۱۳۸۹ و ۱۳۹۰)
- عضو هیئت رئیسه کمیسیون برنامه، بودجه و محاسبات (مجلس هشتم)
- عضو هیئت رئیسه و مخبر کمیسیون اصل نودم قانون اساسی (مجلس هفتم)
- مالک و رئیس موسسه آموزش عالی طلوع مهر